# جون فرنسيس بانون
جون فرنسيس بانون (بالإنجليزية: John Francis Bannon)‏ هو مؤرخ أمريكي، ولد في 1905، وتوفي في 5 يونيو 1986.